# Bitka za Kwajalein
Bitka za Kwajalein je ena od bitk na Pacifiku med drugo svetovno vojno.
Kwajalein je največji in hkrati osrednji otok v Marshallovem otočju v Osrednjem Pacifiku. Otočje obsega 32 otokov, od katerih jih je večina (kot tudi Kwajalein) atolov. 
Med drugo svetovno vojno so to otočje zasedli Japonci, admiral Nimitz pa je otok napadel 31. januarja 1944. Iz izkušenj, ki so jih Američani dobili na Tarawi, so otok predhodno bombardirali in obstreljevali z razdalje 1600 metrov. Tako so uničili vse vidne tarče, tik pred izkrcanjem 2. februarja 1944, pa so izkrcevalne obale zasuli še z raketami, ki so jih izstreljevale izkrcevalne ladje. V bitki, ki je sledila, je padla celotna posadka japonske vojske, okoli 8.500 vojakov, na ameriški strani pa je padlo 373 marincev.